# Obalové sklo

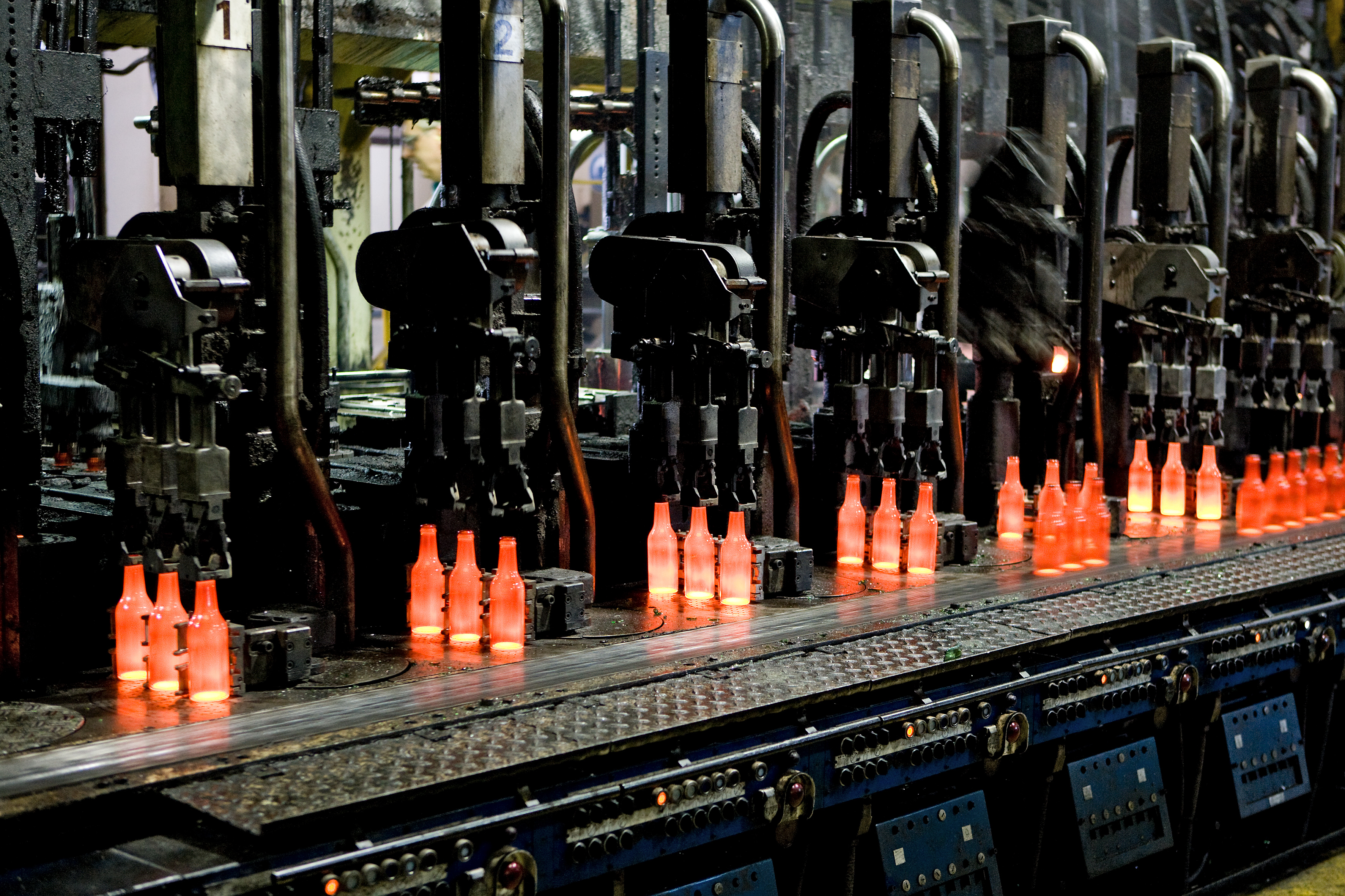
Strojní výroba lahví

Obalové sklo je materiál, který je užíván jakožto skleněný obal, typickým představitelem obalového skla je skleněná láhev nebo zavařovací sklenice, obalové sklo se také používá i pro některá léčiva (v minulosti se užívalo i pro krevní konzervy a infuzní roztoky), užívá se i pro některé domácí a technické chemikálie (typicky kosmetika, hygienické tekutiny, ředidla).
Nejčastěji jde o skleněné obaly užívané pro různé tekutiny respektive nápoje (např.: smetana, mléko, pivo, víno, kořalka, likéry, nealkoholické nápoje, minerální vody apod.) případně o konzervované potraviny (např.: kompoty, kečupy, nakládané ovoce, zelenina a houby, zavařeniny, ocet, hořčice, průmyslově vyráběné omáčky apod.) i o některé sypké potraviny (kupříkladu granulované kakao či káva) nebo o léčiva a speciální zdravotnické roztoky (často jde o malé sklenice tzv. lékovky nebo o dnes již nepoužívané speciální zdravotnické láhve, například láhve na krev, krevní plazmu či infuzní roztoky apod.).
Obalové sklo se používá i pro skladování a transport některých chemikálií, například pro některé typy kosmetiky či hygienické roztoky (francovka), může jít i o obaly pro některé technické chemikálie (kupříkladu ředidla) apod.
Dříve se obalové sklo vyrábělo ručně, v dnešní době jde v převážné míře o hromadně strojně vyráběné skleněné nádoby nejrůznějších velikostí, barev i tvarů, různé ozdobné tvary se používají zejména pro dražší alkoholické nápoje nebo pro značkovou kosmetiku, jde o tzv. dárkové láhve.

## Speciální typy
- Do obalového skla spadají i skleněné kuchyňské zásobnice užívané pro domácí skladování sypkých potravin (mouka, sůl, cukr, káva, kakao, koření), zde jde obvykle o nádoby podlouhlých a hranatých tvarů.
- Pro skladování vína se používají velké skleněné demižony, které mohou mít například kovový obal nebo mohou být opleteny proutím.
- Speciálními typy obalového skla jsou i láhve pro kojence – kojenecká láhev.
- Mezi speciality patří případně tlakové sifonové lahve pro přípravu domácí sodové vody apod.

## Poznámka

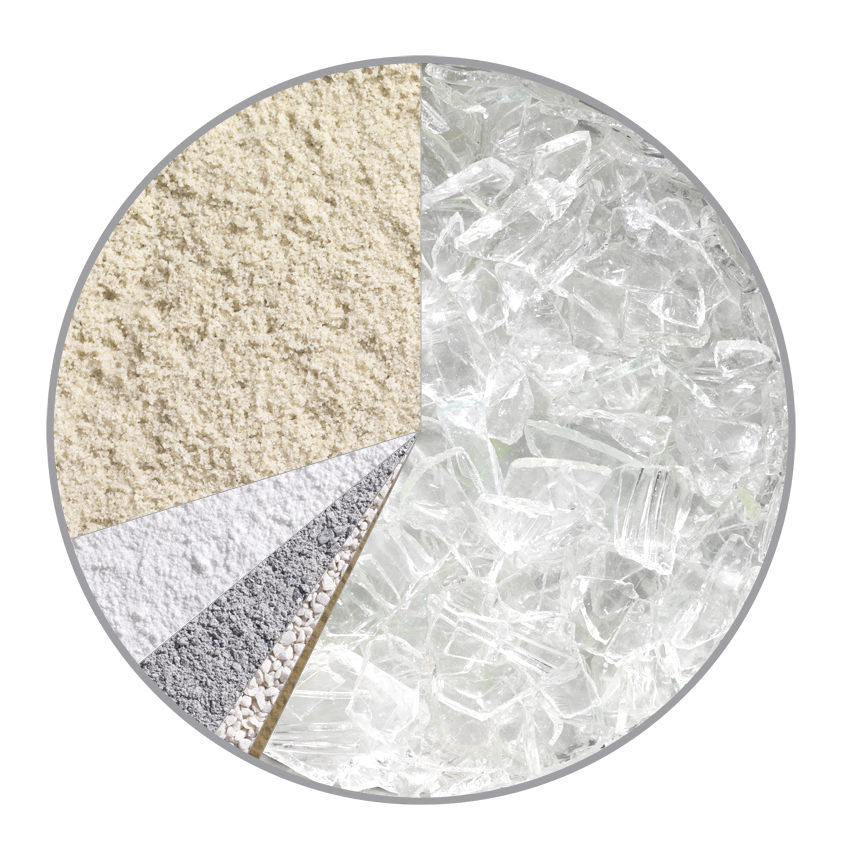
Při výrobě lahví používají sklárny průměrně 60 procent starého skla

V současné době je veškeré obalové sklo plně recyklovatelné a po použití je jej vhodné (společně s plochým sklem) odložit do kontejneru na odpadové sklo (zelený nebo bílý kontejner).